# 篤見唯子
篤見唯子（1971年12月10日—），日本女性漫畫家、插畫家與同人誌作家，擅長畫大眼貧乳蘿莉，畫風與小夏鈍帆相似。
2010年2月4日已婚
我和黑鬼先生結婚了
我結婚了。我結婚了。

## 作品

### 漫畫、插畫
- 《瓶詰妖精》（瓶詰妖精）：Enterbrain《Magi-Cu》讀者參加企劃，擔任人物設計與作畫。
- 《本氣求道》（本気求道）：Enterbrain《Magi-Cu》連載。
- 《Heart Mark!》（ハートマーク!）：Enterbrain《Magi-Cu》讀者參加企劃，白根秀樹撰文。
- 《Slow Start》（スロウスタート）：芳文社《Manga Time Kirara》連載。

### 畫集
- 《瓶詰妖精funbook：篤見唯子畫集》（瓶詰妖精ファンブック Tokumi Yuiko Illustrations）
  - Enterbrain 2007年1月5日初版，ISBN 4-7577-3099-3
  - 台灣角川2007年11月10日初版第1刷，北極熊譯，ISBN 978-986-174-510-7
- 《小玉寫真集》（Rescue ～Tama First Photobook～）：收錄於《瓶詰妖精funbook：篤見唯子畫集》內，為《Magi-Cu》看板娘「小玉」（たまちゃん）的專屬畫集。

### 遊戲軟體
- 《鳶尾花物語》（Iris ～イリス～）：KID發行，擔任人物設計。

### 交換卡片遊戲
- 科樂美數位娛樂《旋風管家》（ハヤテのごとく!）交換卡片遊戲
- Broccoli《水瓶戰記》（アクエリアンエイジ）

### 同人作品
主要是以同人社團「薄荷屋」的名義出同人誌。目前出的同人誌主要以《咲-Saki-》的雙部長配對為主。

## 外部連結
- （日語） 薄荷屋，本人的網站。
- 篤見唯子的X（前Twitter）
- 篤見唯子的pixiv